# 元詞
在幾何學中，元詞，又稱為未定義項，是指一些不加定義的基本關係或基本概念。例如：點、直線、平面等基本概念稱為元詞；點在直線上、一點介於兩點之間、面外一點等基本關係稱為元詞。
若將一個元詞或多個元詞組合描述為一個名詞或一個幾何術語的意義，則稱為該幾何術語的定義，例如:“角是由兩條有公共端點的射線組成的幾何對象”，是一個定義，其中，“端點”是一個元詞。
元詞通常是組成一個系統的最基本元素，這些元素可以被描述，不過須注意元詞(undefined term)同翻譯，它代表的是“未定義”而非“不可定義”。又因為形成定義需要術語，但對於這些基底元素而言，可以用來定義它的其他術語不存在，換句話說，對於該系統而言，沒有比元詞更基本的元素了。